# Côte-de-l'Or danoise
1658–1850
Entités précédentes :
- Côte-de-l'Or suédoise

Entités suivantes :
- Côte-de-l'Or britannique

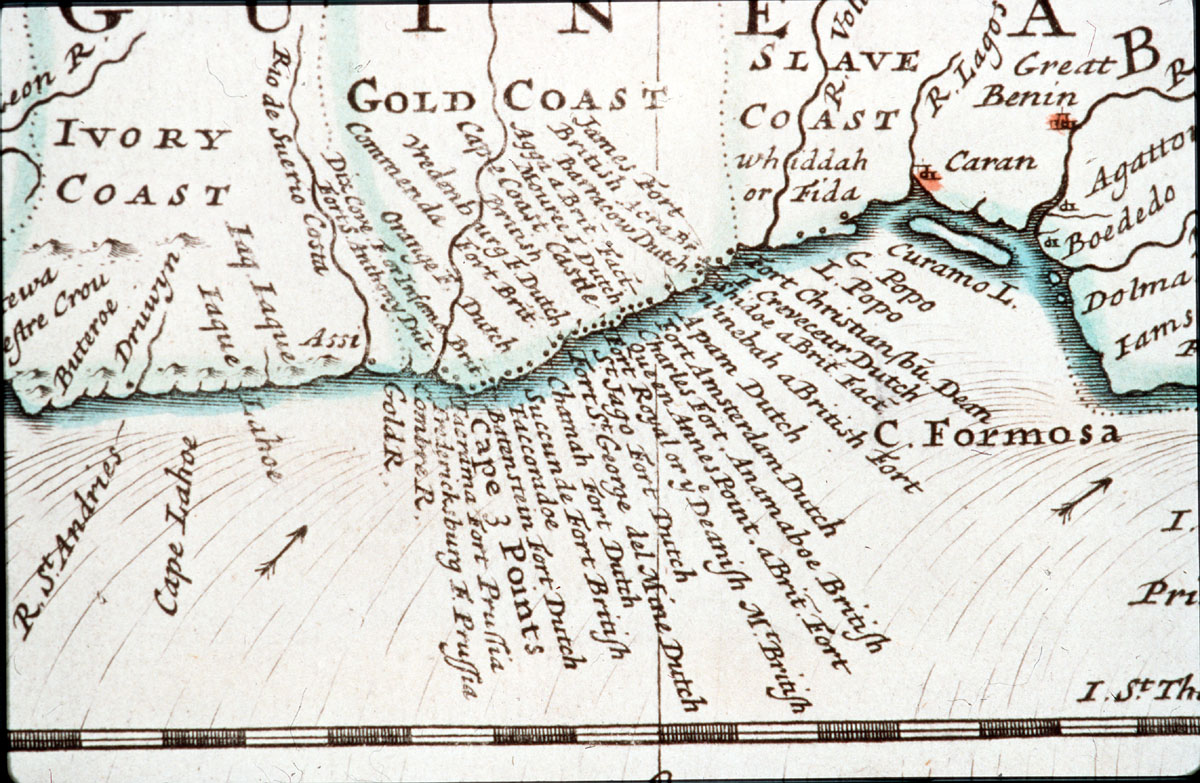
Carte maritime de la Côte-de-l'Or, où sont portés tous les comptoirs européens (vers 1700).

La Côte-de-l'Or danoise (en danois Danske Guldkyst ou Dansk Guinea) est le nom donné aux implantations et comptoirs coloniaux danois en Côte de l'Or, dans l'actuelle région sud-est du Ghana, en Afrique de l'Ouest.
Après la fin de l'union en 1814 du Danemark-Norvège, les territoires sont vendus aux Britanniques en 1850.

## Histoire

### Fondation par les Danois au XVIIe siècle

#### Les années 1640
L'implantation dano-norvégienne dans la Côte-de-l'Or, s'inscrit dans le cadre de la guerre de Torstenson qui opposa, entre 1643 et 1645, l'Empire suédois et le Royaume du Danemark et de Norvège, à la fin de la guerre de Trente Ans. Cette confrontation reprend entre 1655 et 1660, avec la Première guerre du Nord.
Dès les années 1640, des bateaux isolés partaient de Gluckstadt, dans l'estuaire de l'Elbe, dans le Brandebourg, fondée par Christian IV de Danemark en 1617, et fortifiée en 1620 comme centre commercial, en compétition avec Hambourg, située également sur l'Elbe. Ces navires partaient pour la Côte de Guinée, grâce à des licences délivrées par le roi de Danemark, avec des marchands hambourgeois comme actionnaires et co-armateurs, mais aussi des bailleurs de fonds d'Amsterdam. Parmi eux, le dernier partit en décembre 1649.
Côté suèdois, dès 1648, les navires Christina et Stockholm furent envoyés par le célèbre métallurgiste wallon installé en Suède, Louis De Geer, vers la Guinée.
Le second revint de la Barbade au printemps 1650, avec 166 défenses d'éléphant, 20 livres d'or, et 33370 livres de sucre brun, revendus à Hambourg. Un éventuel groupe d'esclaves amené au voyage aller n'est pas mentionné. Il n'existe pas encore à l'époque de filière d'exportations d'esclaves au départ de la Côte de l'or. Quelques uns travaillent pour les Portugais puis les Néerlandais dans les forts.
Le navire en a peut-être amené, achetés dans les forts, car le flux d'arrivée d'esclaves à la Barbade par des navires négriers anglais, actif en 1644-1646, venait de se tarir, au moment précis où la production de sucre du Brésil était quasiment réduite à zéro, faisant flamber son prix et s'envoler la production de la Barbade. Les courants maritimes gênant le retour d'Afrique, amenaient aussi parfois les navires à effectuer un long détour par l'Ouest et les Caraïbes, pour en ramener du sucre ou du tabac, aux époques où sa valeur avaient augmenté.

#### Les années 1650
Ce n'est qu'une décennie après les Suédois, que les Danois furent introduits par Henry Caerlof, un ancien salarié des Néerlandais, puis des Suèdois, et enfin du Danemark-Norvège. En 1650, le roi local avait en effet noué des liens d'amitié avec ce navigateur et marchand néerlandais d'origine polonaise. Le commerce avec les Européens lui permit par la suite d'acquérir, en échange d'or puis d'esclaves, des mousquets et de la poudre.
Auparavant, Henry Caerlof travaillait pour une Compagnie suédoise d'Afrique, qui obtint sa première charte (1649 à 1654) « pour les voyages à destination de l'Afrique, de l'Amérique et d'autres îles lointaines dans l'Atlantique, principalement la Barbade », déjà fréquentée en 1648 par le navire de Louis de Geer qui en ramène du sucre. Le point de départ pour l'organisation et la navigation devait être la ville de Stade, également dans l'estuaire de l'Elbe, dans le Brandebourg, alors en partie sous domination suédoise.
Le groupe était formé autour de Laurens de Geer, fils de Louis De Geer et propose de nouveaux comptoirs comme Butre en Ahanta et Jumore en Appolonie. Henry Caerlof compte aussi sur la Compagnie suédoise d'Afrique pour bâtir le futur Fort Christiansborg, d'abord appelé Fort Osu. Les comptoirs suédois furent construits dans les environs d'Elmina, pour bénéficier des relations d'Henry Caerlof.
Mais en 1652 et 1653, les Anglais capturèrent les navires de la Compagnie suédoise d'Afrique, auxquels des commerçants hambourgeois étaient probablement encore intéressés. Elle obtint cependant une nouvelle charte en 1655 et vers la fin des années 1650, le vieux fort anglais de Kormantin est pris par des colons suédois. L'or qu'ils y trouvent paie la rançon de l'un des leurs.
Les Provinces-Unies nouent de leur côté des alliances tactiques entre la Compagnie néerlandaise des Indes occidentales et les chefferies d'Ahanta et d'Encasser afin de déloger les comptoirs suédois. La signature du traité de Butre, en 1656, établit un protectorat néerlandais sur les territoires dans lesquels les Suédois se sont installés. Le Fort Batenstein est érigé sur la colline qui surplombe Butre. Cela marque le changement définitif de juridiction européenne dans la région jusqu'en 1872.
Les liens commerciaux des Danois avec l'île anglaise de la Barbade aux Antilles, ont souffert durablement des conséquences de la Première Révolution anglaise, qui voit le Parlement contrôler le commerce des colonies britanniques. Dès 1643, ce parlement a prélevé 25 % des « rentes annuités et offices », notamment coloniaux, pour financer un énorme effort de construction de navires, l'Angleterre construisant plus de navires dans les quatre premières années de la décennie 1640 qu'au cours des 25 précédentes. Puis en août 1650, un embargo a visé les trois colonies qui reconnaissent Charles II d'Angleterre, dont le père vient d'être jugé et décapité: la Barbade, les Bermudes, et la Virginie  et un blocus maritime de la Barbade est maintenu pendant des mois à la fin 1650 afin d'affaiblir les royalistes et couper leurs liens avec ceux qui sont restés en Angleterre tandis qu'une loi du 10 novembre 1650 créée une taxe de 15 % sur toutes les cargaisons marchandes, pour financer leur protection sous forme de convois escortés par des navires de guerre. Dans la foulée le premier des Actes de navigation est voté le 9 octobre 1651, venant consolider la croissance de la Royal Navy.
Les Néerlandais, très liés eux aussi au commerce de l'île anglaise de la Barbade aux Antilles, ont réagi aux captures de leurs navires par la première guerre anglo-néerlandaise, qui a duré de 1652 à 1654, débouchant sur la domination anglaise dans la Mer des Caraïbes.

#### Les années 1660

##### L'évolution des forts de la Côte-de-l'Or dans la seconde moitié duXVIIesiècle
Bien avant de servir à la traite négrière, les forts africains furent organisés par les Européens pour réduire au maximum le temps des expéditions commerciales et ainsi le risque des maladies tropicales, la communauté marchande restant marquée par le souvenir d'une expédition de commerçants anglais qui en 1553 avaient perdu une centaine d’hommes sur 140 et dû abandonner deux de leurs navires par manque de marins.
Les navires pouvaient charger les marchandises pour le voyage de retour, mais aussi l'eau douce, et le jus de citron, pour lutter contre le scorbut, sans avoir à accoster, directement à partir des entrepôts et citernes, construits en surplomb pour cela, permettant un demi-tour sûr et rapide de l’expédition. Le fort, organisé comme un château féodal, était par ailleurs abrité des moustiques porteurs de paludisme et de fièvre jaune et permettait une escale pour des soins et des réparations. Dans le fort hollandais d'Elmina, en 1646, le gouverneur était intéressé aux ventes de jus de citron. Son succès depuis l'installation hollandaise de 1637, a inspiré les autres pays européens dans les décennies suivante. En juin 1641, les derniers Portugais du Fort Saint-Antoine d'Axim se rendirent au Général Ruychaver en promettant qu'ils « ne reçoivent plus rien de la part des Portugais », la garnison s'était réfugiée chez les Encasser africains, pour mener six mois une guérilla contre les Hollandais avant de fuir en août 1641 sur un vaisseau anglais. Les forts hollandais de la côte africaine, véritables entreprises polyvalentes avec ateliers et cultures, employaient 223 Engagés Blancs et près de 600 esclaves (491 hommes et 239 femmes et enfants), dont 183 pour celui d'Elmina et 156 pour Fort d'Axim, le reste se répartissant dans d'autres forts annexes.
Au milieu du siècle, l'Europe connait une "famine monétaire", car l'afflux d'argent métal de la mine géante du Potosi péruvien a commencé à se tarir, lentement dans les années 1620 puis rapidement,. L'or africain, qui était éclipsé partiellement par l'argent péruvien depuis un demi-siècle, est alors extrêmement recherché, d'autant que les réserves monétaires ont été vidées par le prolongement de la guerre de Trente Ans, effectuée essentiellement par des mercenaires. C'est la raison de l'accumulation dans la seconde moitié du XVIIe siècle, sur 450 kilomètres de le Côte de l'Or (actuel Ghana), d'une centaine de postes de traite (châteaux, forts et postes moins importants), entremêlés, parfois en alternance d'une nation à l'autre, presque régulière le long du rivage, dont une douzaine suédois et danois, grands et petits.
Au-delà, au contraire, sur la future "Côte des Esclaves" une longue succession de lagunes et de marécages, n'avait pas encore un seul établissement européen permanent. Le fait que ces pays aient voulu rapidement concurrencer la Hollande dans la recherche d'or en Afrique et d'épices dans l’océan Indien s'est ajouté à l'émergence de leurs opérations commerciales en Amérique, dès les années 1630 pour les Anglais et Français, la décennie suivante pour les Suédois et Danois du Brandebourg. Lorsque le Duché de Courlande a par exemple décidé de coloniser Tobago, sa compagnie a entretenu un fort en Gambie. Les plupart des forts de la Côte de l'Or, mal implantés et sans préparation sérieuse, ont été abandonnés ou ont changé de propriétaire rapidement.
Ces forts importaient quelques esclaves qui servent à transporter les marchandises, parfois lourdes, échangés contre de l'or, notamment le fer et le cuivre dont la Scandinavie est alors excédentaire. Mais ils n'en exportent pas, sauf prélèvement exceptionnel sur leur main-d'œuvre, faute de filière locale. Le premier poste de traite négrière portugais, sur l’île saharienne d’Arguin, 2000 kilomètres plus au Nord, n’est jamais devenu important, mais c'est vers lui qu'en 1518, un négociant portugais en or avait dû se tourner pour obtenir une quarantaine de jeunes esclaves à utiliser comme transporteurs .
Anxieux d'obtenir de l'or des Africains de la Côte-de-l'Or, les Portugais puis les Néerlandais ont d'abord au XVIe siècle l'interdiction formelle de les réduire en esclavage. Mais les politiques discordantes des occupants ou de leurs alliés locaux augmentèrent par ailleurs considérablement le risque d’attaque contre chaque garnison mais aussi de conflits inter-africains . Les populations locales découvrirent que des fusils et des munitions pouvaient leur être délivrés pour voler des marchandises tout en pouvant, en cas de rétorsion trouver refuge sous la protection des murs et du canon du Fort.
Quand la croissance de l'économie sucrière se fait moins forte dans les années 1650, les rivalités s'aiguisent. La plupart des marchands qui vont alors se tourner vers le trafic négrier, en ajoutant quelques esclaves, voire quelques dizaines, à condition d'avoir encore de la place sur le bateau, n'ont pas les moyens d'entretenir un fort et ce sont des compagnies spécialisées qui tenteront d'effectuer cette transition dans les années 1670 en jouant le rôle de grossistes. Les années 1660 et la décennie suivante voient une évolution importante de la Côte-de-l'Or, sous l'impulsion des Britanniques , qui y investissent sur le plan militaire et s'emparent de nombreux forts des autres nations mais acceptent ceux pris par les Danois, avec qui ils ont des liens d'affaires dans l'île antillaise britannique de la Barbade. L'Angleterre et la Hollande étant en guerre entre 1665 et 1667, qui a pour principal enjeu la maîtrise des principales routes commerciales maritimes, conclue par le traité de Bréda le 31 juillet 1667, chacun à son tour envoyé des expéditions navales à laquelle tout fort de simple résistance moyenne a cédé après peu ou pas de résistance.

##### Les évolutions de la politique danoise en Afrique
Au cours de cette période, les villes d'Altona et Glückstadt (Allemagne), deux fondations danoises, concurrentes de Hambourg, situées plus en aval sur le cours inférieur de l'Elbe vont participer à nouveau aux initiatives danoises, qui firent pendant aux expéditions suédoise de Guinée.

Le 28 mars 1659, le surintendant des postes danoises Paul Klingenberg, conseiller de l'Amirauté au Danemark, signe à Hambourg un texte par lequel Carloff abandonne ses conquêtes en Guinée à une nouvelle Compagnie africaine de Glückstadt (Allemagne), dirigée par le neveu de Paul Klingenberg et le marchand Jacob del Boe, à laquelle la Couronne donne sa charte.

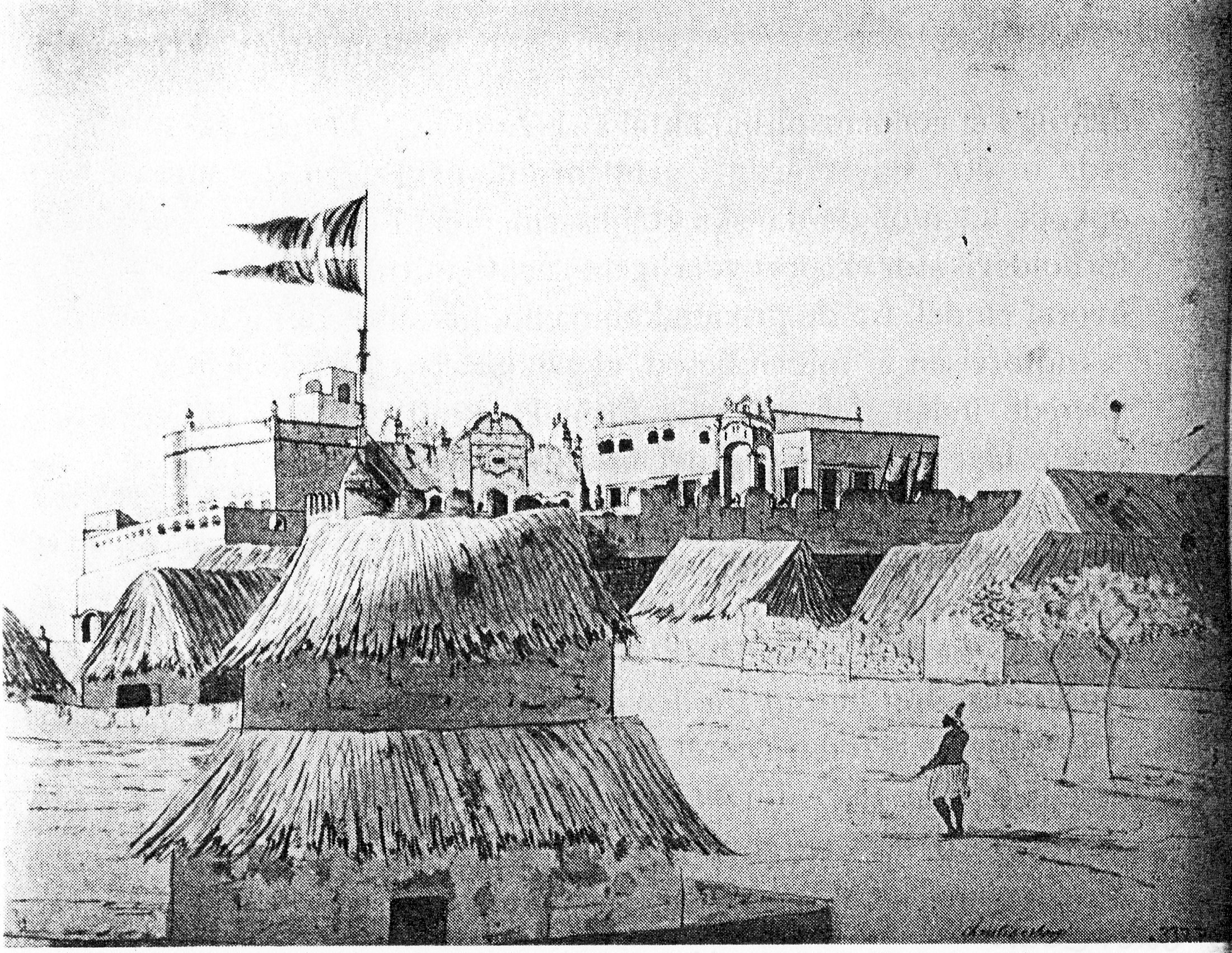
Le Fort Christiansborg au début du XVIIIe siècle.

Jost Cramer, chef de la première expédition partie de Glückstadt (Allemagne), fonde les forts de Fort Fredriksborg et Fort Cong dans le territoire du Dey de Fetu, puis un autre dans le royaume de Sabu, dans le golfe de Guinée. Le 20 avril 1660, ils s'emparent de deux forts suédois qu'ils renomment Fort Christiansborg et Carlsborg, administrés par la Compagnie suédoise d'Afrique depuis 1650.
Le premier bateau revient le 28 juin 1660 à Glückstadt (Allemagne) et la charte est actualisée le 8 septembre 1660, pour viser l'Afrique entière, puis à nouveau le 3 octobre 1665. Entre-temps, les forts du rival suédois ont disparu : en 1663, les Hollandais avec l'aide des indigènes s'en emparent après un long siège et acceptent ensuite de verser une indemnité de 140000 riksdaler pour que la Suède abandonne tout commerce avec l'Afrique.

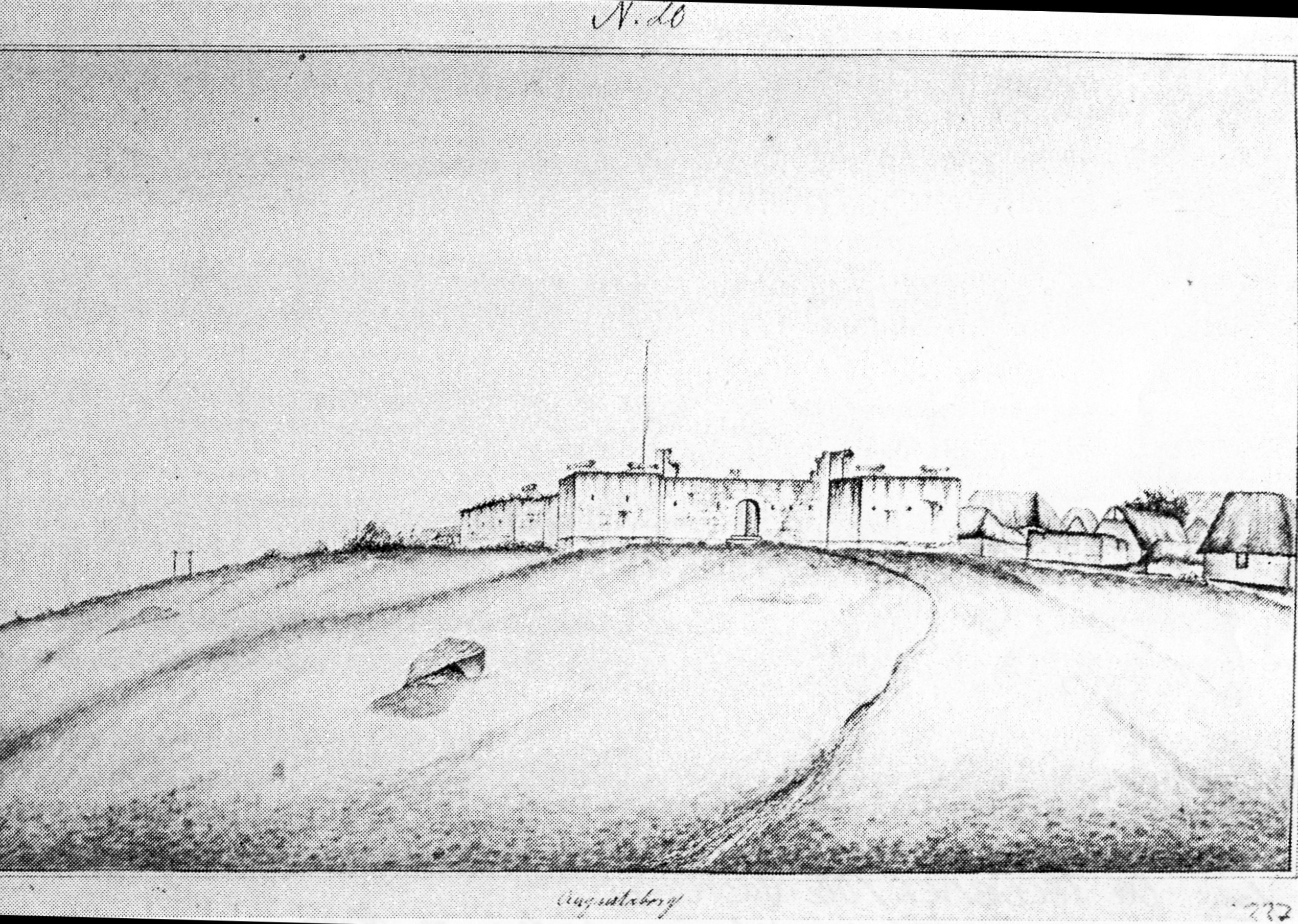
Le fort danois Augustaborg, construit en 1787.

Carlsborg est récupéré en 1664 par les Britanniques qui prennent le contrôle de nombreux forts de la région, où les Français, les Suédois, les Portugais et les Courlandais sont désormais, mais en 1665, donnent aux Danois le libre commerce à Cape Coast et autres forts de la côte guinéenne, dans le cadre de la Deuxième guerre anglo-néerlandaise (1665-1667). Les Pays-Bas abandonnent aux Danois au même moment, en février 1666, leurs comptoirs de Cape Coast, Takoradi et Anomabo mais gardent Christiansborg et Frederiksborg, pour une durée déterminée puis y renoncent définitivement.

À la fin des années 1660, plusieurs membres de la communauté juive marchande du Brandebourg émigrent à la Barbade. Parmi eux, Moses Namias de Amburgo, connu à Récife et enterré à la Barbade en 1672 et plusieurs descendants de Moses Gideon Obediente , poète et linguiste, auteur de la "Grammaire Hebraïque" à Hamburg en 1633, dont l'un est parti ensuite à Nevis puis à Londres. Un historien a identifié dans cette communauté une dizaine de demandes de soutien aux membres partis pour la Barbade entre 1668 et 1677. 

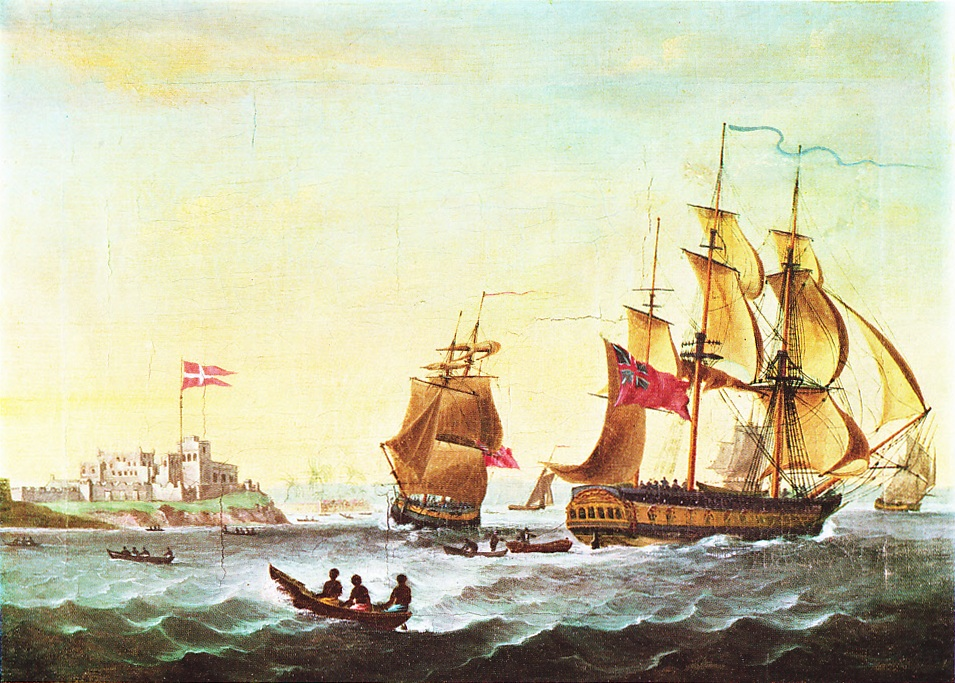
Deux navires négriers britanniques à Christiansborg vers 1800.

En 1679, une loi de la Barbade interdit aux Juifs de posséder des esclaves, alors qu'ils n'avaient déjà pas le droit de faire travailler des Engagés blancs. Ils sont alors environ 200 dans l'île, une cinquantaine de familles, dont certaines passées par le Brésil Hollandais: le Dr Moses Hiskia de Mercao et son frère Isaac de Mercado, naturalisé en 1675 à Amsterdam,, étaient fils du docteur Abraham de Mercado, expert en raffinage de sucre, qui au Brésil hollandais avait dénoncé en 1640 une conspiration des planteurs de sucre portugais contre l'administration.
Au moins trois juifs du Brandebourg arrivés à la Barbade partirent à Nevis et plusieurs à la Jamaïque, dès les années 1660 concernant Benjamin Bueno de Mosquita, arrivé probablement avec le gouverneur de la Barbade Thomas Modyford, qui débarque à la Jamaïque le 4 juin 1664 avec 700 de ses esclaves, peu après la période de compromis avec les esclaves fugitifs (1660-1663), qui entraine une réduction de l'insécurité à la Jamaïque, devenue territoire sucrier une décennie plus tard. Avant 1655, le gouverneur de la Jamaïque Manzuela avait recruté quelques Nouveaux chrétiens Portugais pour s'installer sur la côte sud et y développer des plantations de sucre, mais sans succès.
Les réseaux de commerce du sucre se centralisent ensuite à Londres et les ports de Bristol et Liverpool contrôleront la totalité des importations de sucre en Angleterre avant la fin du siècle, détrônant Lisbonne et Amsterdam. Également originaire du Brandebourg, puis venu à la Barbade, Moses Israël Pacheco, a fondé la communauté juive de NewPort, au Rhode Island, qui deviendra au siècle suivant un port esclavagiste, important de la mélasse des Antilles pour faire du rhum, en échange d'esclaves achetés dans différentes îles de l'Atlantique.

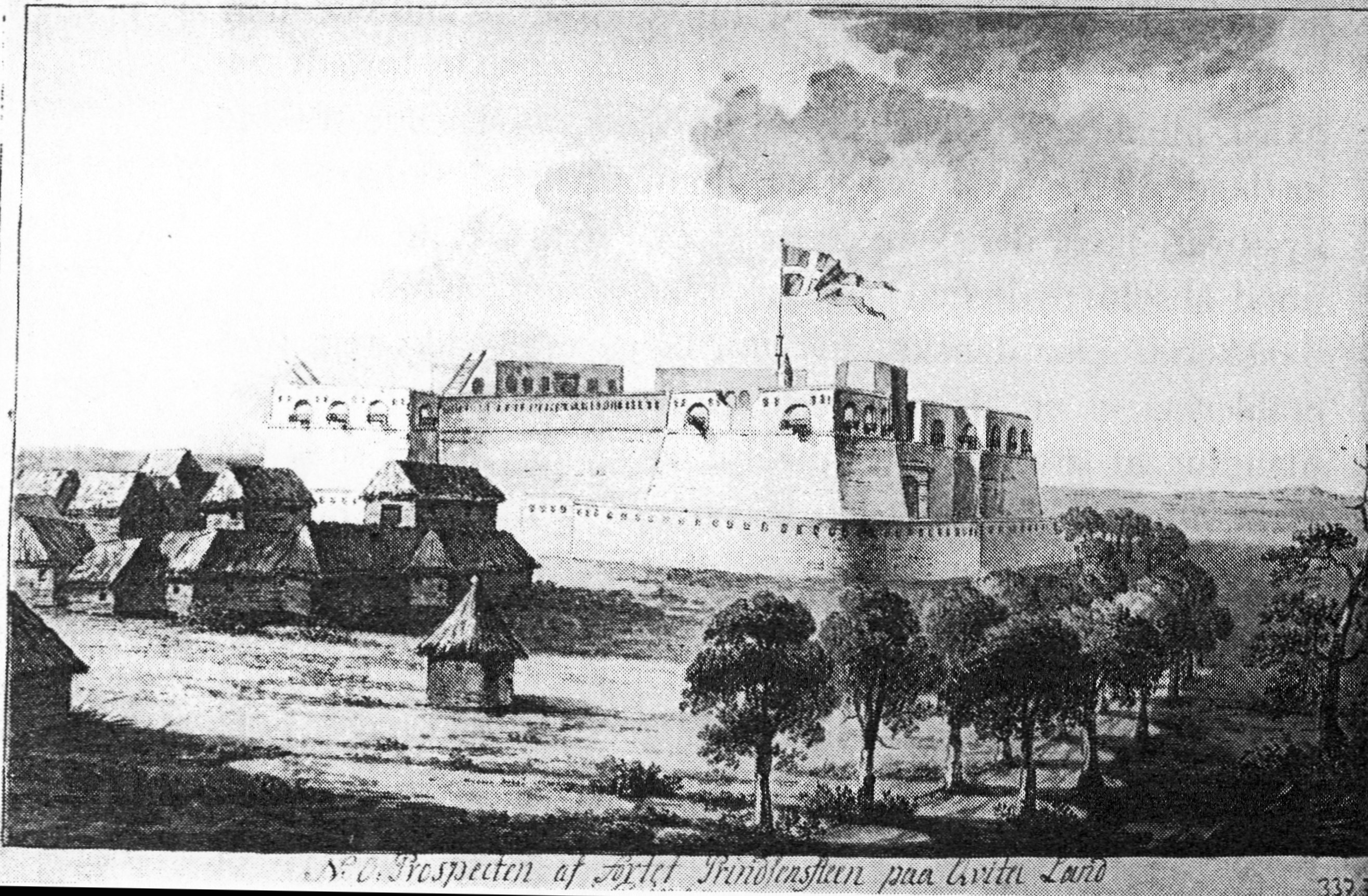
Le fort Prinsensten à la fin du XVIIIe siècle.

En 1668, les autorisations officielles du Danemark mettent en avant en avril le nom d'un directeur de la compagnie, le « Patriarche Jacob », puis un « passeport pour le Combat de Jacob » (Kampf Jakobs), en septembre, et dès le 26 janvier 1669 les directeurs de la Compagnie doivent recourir à un acte pour contraindre ses bailleurs de fonds à payer 25 % des sommes souscrites avant 3 mois, en raison d'un manque de capitaux menaçant l'activité commerciale. La même année, une cour d'arbitrage de Brème réduit de 40 % l'indemnité réclamée la Compagnie hollandaise des Indes occidentales.

#### Les années 1670
Le 17 juin 1671, le nouveau roi du Danemark, Christian V, renouvela encore une fois les privilèges des directeurs et actionnaires de la compagnie. Mais on poursuivait déjà d'autres projets.
Le 21 décembre 1672, la Compagnie de Glûckstadt fut abolie et remplacée, et les marchands de l'Elbe marginalisés. La politique coloniale avait depuis deux ans été transférée à Copenhague, où fut créée en 1670 une Compagnie des Indes orientales, puis le 11 mars 1671, une Compagnie danoise des Indes occidentales, qui colonise en 1672 l'île de Saint-Thomas.

### Les années 1680: Côte de l'Or brandebourgeoise
Les Danois ayant repris leur commerce, les Brandebourgeois trouvent de nouvelles formes pour le poursuivre. Aux alentours de 1680, la marche électorale de Brandebourg, le cœur du futur Royaume de Prusse, crée une société à charte, la compagnie africaine brandebourgeoise (Brandenburgisch-Africanische Compagnie). En mai 1682, elle fonde une petite colonie en Afrique occidentale consistant en deux établissements sur la Côte de l'Or dans le Golfe de Guinée, l'actuel Ghana :
- Fort Groß Friedrichsburg, à Princes Town : de 1682 à 1717, qui devient la capitale de la colonie ;
- Fort Dorothea, à Akwida ou Akoda ou Akwidaa (en fanti). Dans la langue locale, l'ahanta : Ezile : d'avril 1684 à 1687, de 1698 à 1711, d'avril 1712 à 1717 (avec une occupation hollandaise de 1687 à 1698)

Les gouverneurs allemands pendant cette période brandebourgeoise étaient :
- Mai 1682-1683 : Philip Peterson Blonck
- 1683-1684 : Nathaniel Dillinger
- 1684-1686 : Karl Konstantin von Schnitter (de)
- 1686-1691 : Johann Niemann

### XVIIIesiècle
En 1734 est fondé Fort Fredensborg, l'actuelle Old Ningo (en). Puis en 1784, sont établis Fort Prinsensten et Fort Kongensten. Enfin, en 1787, est fondé Fort Augustaborg[réf. nécessaire].

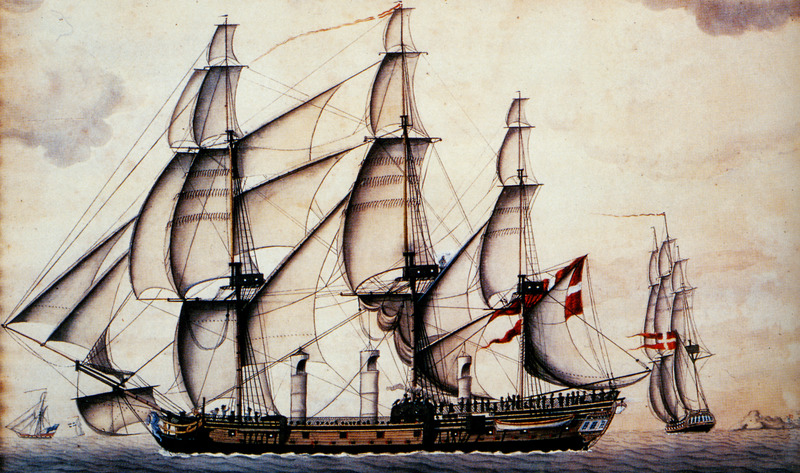
Le Fredensborg II, navire négrier danois-norvégien qui a effectué plusieurs voyages entre la Côte-de-l'Or danoise et les Antilles.

### XIXesiècle, vente aux Britanniques

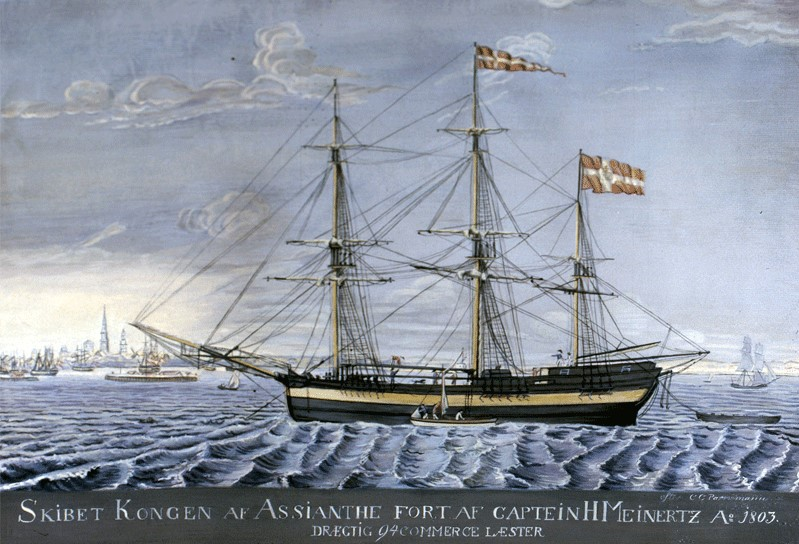
Le Kongen af Assianthe, navire négrier danois, dans le port de Copenhague en 1803.

Après le décret de 1792 abolissant la participation du Danemark à la traite transatlantique des esclaves (mais seulement mis en œuvre en 1803) , le rôle de ses forts sur la côte guinéenne devint incertain. Auparavant, ces avant-postes ne servaient que la traite des esclaves, sans impact réel au-delà d'activités commerciales isolées ,. Les planificateurs coloniaux, conscients de leurs connaissances limitées des territoires environnants (comme le prouvent les demandes d'informations détaillées) , durent alors naviguer dans un nouveau paysage. Ce changement coïncidait avec un sentiment abolitionniste croissant et le désir d'établir des colonies de plantation en Afrique pour produire des denrées tropicales.
Un débat s'est ensuivi sur les emplacements les plus appropriés pour ces nouvelles initiatives agricoles . La fertile région du fleuve Volta et les collines d'Akuapem se sont imposées comme favorites, le Conseil de la côte guinéenne résistant même aux ordres de fermeture des forts périphériques, craignant des conséquences négatives pour le commerce et la sécurité. La Commission du commerce des esclaves a finalement privilégié la région de la Volta pour les plantations, tout en annulant l'ordre de fermeture en 1799 . Ces allers-retours illustrent l'incertitude persistante entourant l'avenir des forts et les défis auxquels le Danemark était confronté pour adapter sa stratégie coloniale après l'abolition de la traite des esclaves.
Les désaccords internes au sein de l'administration danoise compliquèrent encore l'avenir des forts. Les évaluations de Peter Thonning et du gouverneur Wrisberg révélaient des points de vue opposés sur les projets de plantation intérieures et côtières . Le Conseil côtier a même suggéré un maintien temporaire de la traite des esclaves pour faciliter la mise en place de ces entreprises . Cela reflète les défis auxquels le Danemark était confronté : des connaissances géographiques limitées, des désaccords internes sur la stratégie et l'impact des guerres napoléoniennes, qui ont encore entravé les efforts coloniaux.
Dans la période d'après-guerre napoléonienne, Peter Thonning, désormais centré sur la réduction des coûts, proposa de nouvelles fortifications intérieures . Ce changement reflète les difficultés continues du Danemark à adapter sa stratégie coloniale sans la traite des esclaves. Certains, comme Thonning, envisageaient des plantations intérieures nécessitant de bonnes relations avec de puissants États africains comme l'Asante . D'autres, cependant, prônaient un rôle plus limité pour les forts, axé sur le commerce et la défense .
La Commission de Guinée, dirigée par Thonning, a exploré les colonies intérieures, mais n'a finalement pas réussi à convaincre un gouvernement danois soucieux des coûts . Le roi Christian VIII a même tenté de vendre complètement les forts . L'arrivée du gouverneur Carstensen en 1842 a ravivé brièvement l'intérêt pour une approche coloniale plus active, avec des plantations à Akuapem et des visites annuelles de navires de guerre pour projeter la puissance . Cependant, le manque d'enthousiasme du Danemark pour le colonialisme et les contraintes financières ont finalement conduit à la vente des forts à la Grande-Bretagne en 1850, marquant la fin de ses ambitions coloniales en Afrique . Il s'agit des forts Christiansborg (vendu 10 000 livres sterling), Augustaborg, Fredensborg, Kongensten, Prinsensten et Provesten, ainsi que les plantations des monts Akuapem.
Cette période révèle les luttes internes au sein de l'administration danoise et les ambitions non réalisées qui ont marqué la brève incursion du Danemark dans le colonialisme africain.

## Bilan de la traite négrière danoise-norvégienne
De 1694 à 1803, la traite négrière opérée par le Danemark-Norvège, a entraîné la déportation de 100 000 individus.

## Principales implantations danoises sur la Côte de l'Or
- Fort Christiansborg
- Fort Carlsborg
- Fort Fredensborg
- Fort Fredriksborg
- Fort Prinsensten
- Fort Kongensten
- Fort Augustaborg
- Fort Provesten